# Karatu

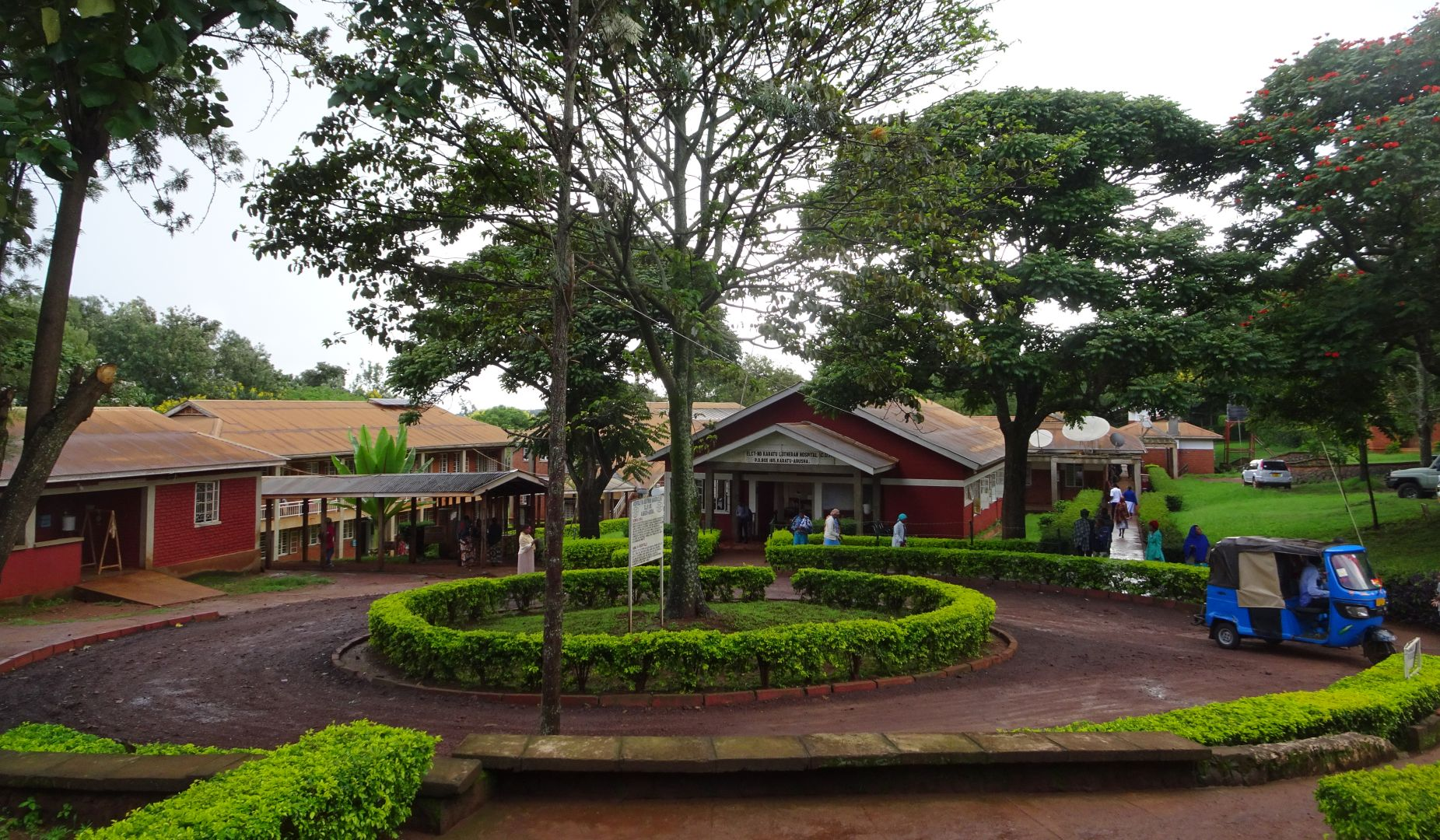
Krankenhaus in Karatu

Karatu ist eine Kleinstadt und ein Bezirk (Ward) in Tansania an der Zufahrt zum Ngorongoro-Krater etwa 120 km nordwestlich von Arusha und hat 29.825 Einwohner (Zählung 2022). Sie ist Sitz des Distrikts Karatu mit etwa 280.000 Einwohnern.

## Geschichte
Der Ort stellt das Zentrum einer intensiv landwirtschaftlich genutzten Region dar. Durch die ganzjährigen Niederschläge am Südrand des Ngorongoro-Krater-Massivs und die Höhenlage (Karatu-Stadt bei 1534 m ü. NN) bieten sich ideale Anbaubedingungen für Kaffee, Bananen und Gemüse. Dies erkannten bereits die Behörden von Deutsch-Ostafrika die hier gegen Ende des 19. Jahrhunderts die Ansiedlung von deutschen Farmern förderten.
Das Leipziger Missionswerk ist seit 1893 in Tansania aktiv, das Lutheran Hospital in Karatu war ein von diesem Missionswerk errichtetes Krankenhaus. Seit 1986 wird es vom Dekanat Bayreuth unterstützt, das Dekanat Bad Berneck schloss sich im Jahr 2000 an. Das Krankenhaus wird von der Regierung als Distriktkrankenhaus anerkannt.
Karatu ist Endpunkt der asphaltierten Hauptverkehrsstraße von Arusha und letzter Stop vor den großen Nationalparks des tansanischen Nordens. Von den Touristen hat es daher den Beinamen Safari Junction erhalten. Es gibt mehrere Hotels und Campingplätze sowie Einkaufsmöglichkeiten für Lebensmittel und Souvenirs. Mit der Bezirkshauptstadt Arusha ist es durch mehrere Überlandbusse täglich verbunden.

## Söhne und Töchter
- Filbert Bayi (* 1953), Leichtathlet
- Wolfgang Pisa (* 1965), katholischer Ordensgeistlicher, Bischof von Lindi